# ألفرد هوبر (لاعب كرة مضرب)
ألفرد هوبر (بالألمانية: Alfred Huber)‏ هو لاعب كرة مضرب نمساوي، ولد في 15 مايو 1930 في فيينا في النمسا، وتوفي في 25 مايو 1972.

## وصلات خارجية
- ألفرد هوبر على موقع EliteProspects.com (الإنجليزية)
- ألفرد هوبر على موقع رابطة محترفي التنس (الإنجليزية)
- ألفرد هوبر على موقع الاتحاد الدولي لكرة المضرب (الإنجليزية)
- ألفرد هوبر على موقع أرشيف التنس.كوم (الإنجليزية)
- ألفرد هوبر على موقع خلاصة التنس.كوم (الإنجليزية)
- ألفرد هوبر على موقع أوليمبيديا (الإنجليزية)